# Пітер Джон Голлінґворт
Пітер Джон Голлінґворт (англ. Peter John Hollingworth; нар. 10 квітня 1935) — австралійський англіканський єпископ. Займаючись соціальною роботою протягом декількох десятиліть, він служив архієпископом Брисбена протягом 11 років (починаючи з 1989 року) і став в 1991 році австралійцем року. Також він був 23-м генерал-губернатором Австралії в період з 2001 по 2003 рік.

## Життєпис
Голлінґворт народився в Аделаїді (Південна Австралія), а потім, в 1940 році, переїхав до Мельбурна. Після навчання в школах Ллойд-стріт і Меррамбеена він здобув початкову освіту в Скотч-коледжі. Після його закінчення він почав працювати в BHP, — австралійської гірничодобувної компанії. Голлінгуорт, мабуть, часто проводив обідній час у соборі Святого Павла в Мельбурні, де він вирішив стати священиком.
Голлінґворт був призваний на військову службу в 1953 році, а після навчання на базі Пойнт-Кук він починає працювати на посаді капелана й вирішує перевірити своє покликання в сані. У 1954 році він вступив до Мельбурнського університету на факультет богослов'я, закінчивши його в 1960 році зі ступенем бакалавра гуманітарних наук і ліценціата богослов'я. 6 лютого 1960 він одружився з Кетлін Енн Тернер, з якою познайомився під час військової служби. Пара має нині трьох дочок.
У 1960 році Голлінґворт був призначений священиком англіканської церкви Сент-Мері в Північній частині Мельбурна. У 1964 році він приєднався до Brotherhood of St Laurence, незалежної англіканської організації, як капелан і директора молодіжних і дитячих робіт, а потім — як директор соціальної політики та наукових досліджень. У 1990 році він був призначений виконавчим директором. В  Brotherhood of St Laurence  він перебував 25 років і за цей час брав участь у багатьох подіях, пов'язаних з цим співтовариством.
У 1976 році Голлінґворт отримав орден Британської імперії, а в 1988 був нагороджений орденом Австралії за його роботу в церкві та суспільстві. Крім цих світських нагород, в 1980 році він був обраний каноніком собору Святого Павла. У 1985 році він був призначений єпископом у центральній частині міста. До цього він здобув ступінь магістра в галузі соціальної роботи та написав кілька книжок про свою роботу з бідними (видання — на рівні підручника).
У грудні 1989 Голлінґворт був обраний архієпископом Брисбена. У 1991 році він став австралійцем року, а в 1997 році був включений до списку почесних австралійців.
21 травня 2001 року Голлінґворт був нагороджений ступенем Ламбет доктора філології від архієпископа Кентерберійського, Джорджа Кері. Він був удостоєний докторського ступеня в знак визнання його наукових досліджень, публікацій, освітньої діяльності, досягнень у галузі єпископського керівництва, досліджень християнської соціальної етики, соціального добробуту та бідності. Окрім цього доктора, він уже мав шість почесних докторатів з австралійських університетів.
22 квітня 2001 року тодішній прем'єр-міністр Австралії Джон Говард заявив, що Голлінґворт призначений генерал-губернатором Австралії після відставки сера Вільяма Діна. Він був першим священиком, який займав цей пост, і тому провокував розбіжності через давні доктрини про поділ церкви і держави. 29 червня 2001, Голлінґворт був призначений Генерал-Губернатором Австралії. На посаді генерал-губернатора він став компаньйоном ордена Австралії, отримавши його 29 червня 2001 року. Він був на посаді до 28 травня 2003 року, коли він пішов у відставку за сумнівних обставин.
Під час генерал-губернаторства Голлінґворта, його критикували через те, що він недостатньо зробив для розслідування звинувачень у сексуальних знущаннях у єпархії Брисбена, коли він був архієпископом. Протягом більшої частини його перебування на посаді йому не вистачало підтримки обох партій, Лейбористська партія Австралії закликала його піти у відставку. У травні 2003 року доповідь єпархії Брисбена був представлений в парламенті Квінсленда. 28 травня 2003 року, незважаючи на підтримку з боку прем'єр-міністра, Джона Говарда, Голлінґворт подав у відставку.